# Campeonato de Portugal 1932
Jedenáctý ročník Campeonato de Portugal (portugalského fotbalového poháru) se konal od 3. dubna do 3. července 1932.
Trofej získal po sedmy letech a potřetí v klubové historii FC Porto, které ve finále porazilo CF Os Belenenses 2:1.